# Claus Hans

Claus Hans (1933 oder früher)

Claus Hans (* 23. Juni 1900 in Tönning; † 17. Mai 1977 in Flensburg) war ein deutscher Politiker (NSDAP).

## Leben und Wirken
Nach dem Besuch der Volksschule (1907 bis 1913), der Mittelschule in Tönning (1913 bis 1916) und der Oberrealschule in Heide (1917 bis 1918), die er mit der Obersekundareife abschloss, absolvierte Claus Hans von 1917 bis 1919 eine Banklehre. Zwischendurch gehörte er von September bis Dezember 1918 dem Potsdamer Landsturmregiment an. Nach dem Krieg arbeitete Hans als Bankangestellter in Lübeck, Nürnberg und Berlin. 1925 heiratete er. Von 1925 bis 1932 war er Geschäftsführer der Kreditgenossenschaft  Seeth-Drage.
Zum 2. August 1927 trat Hans in die NSDAP ein (Mitgliedsnummer 65.188), er war bis Oktober 1932 NSDAP-Ortsgruppenleiter für Seeth-Drage und trat als Gauredner für die Partei auf. Von 1929 bis 1932 war Hans Kreistagsabgeordneter im Kreis Schleswig. Von Oktober 1932 bis 1945 war er NSDAP-Kreisleiter für den Landkreis Flensburg. Bei der Reichstagswahl vom Juli 1932 zog Hans als Kandidat der NSDAP für den Wahlkreis 13 (Schleswig-Holstein) ins Parlament der Weimarer Republik ein. Nachdem sein Mandat bei den Wahlen vom November 1932 und vom März 1933 bestätigt wurde, gehörte er dem deutschen Parlament knapp eineinhalb Jahre, bis zum November 1933 an. Zu den wichtigen parlamentarischen Ereignissen, an denen Hans beteiligt war, war die Verabschiedung des Ermächtigungsgesetzes im März 1933, das unter anderem auch mit Hans’ Stimme beschlossen wurde.
Nach der nationalsozialistischen „Machtergreifung“ amtierte Hans ab Oktober 1933 als stellvertretender Landrat; dann von Mai 1934 bis November 1937 als Landrat des Landkreises Flensburg. Peter Jensen Ausacker beschrieb Hans nach dem Krieg als einen „aktiven Nazi der übelsten Sorte“ und den „bösen Geist des Kreises [Flensburg]“. So tat er sich unter anderem durch aggressive Hetze gegen polnische Arbeiter in seinem Zuständigkeitsbereich und zugunsten des Krieges hervor. In der SA war Hans ab November 1943 Standartenführer in der Gruppe Nordmark.
Nach dem Krieg wurde Hans verhaftet und mindestens bis Ende 1949 in Haft gehalten. Erhaltene Briefe an Hans’ Rechtsanwalt, in denen Flensburger Bürger ihren Willen aussprechen, sich für Hans Begnadigung einzusetzen, lassen auf eine anhaltende Popularität seiner Person in Teilen der Flensburger Bevölkerung in der frühen Nachkriegszeit schließen.